# وقایع‌نامه قبرس (کتاب)
وقایع‌نامه قبرس (به فرانسوی: Gestes des Chiprois)، اثر نویسنده‌ای گمنام است که در این اثر به زبان فرانسوی، تاریخ وقایع جزیرهٔ قبرس و سرزمین‌های آن سوی دریا و شرق لاتین را براساس منابع مختلف گردآوری و تدوین کرد است. تنها اطلاعاتی که ما از نویسنده این کتاب در اختیار داریم، این است که وی در صور به دنیا آمده و بعد از مدتی به عضویت شوالیه‌های معبد در عکا درآمده است. پس از مدتی به قبرس نقل مکان کرده و در آنجا یکی از ملازمان پادشاه قبرس، هنری دوم، شده‌است. این کتاب شامل سه بخش مجزا و به نام‌های «سالنامه سرزمین مقدس»؛ «تاریخ جنگ بین امپراتور فریدریش دوم و یوحنا ابلینی صاح بیروت»؛ و «وقایع‌نامه معبدی صور» است و یکی از برجسته‌ترین متون و منابع سنت تاریخ‌نگاری جنگ‌های صلیبی در شرق لاتین است.